# Čchoi Čchol-han
Čchoi Čchol-han (korejsky: 최철한, Choi Cheol-han, narozen 12. března 1985) je profesionální hráč go.

## Biografie
Čchoi se stal profesionálem ve dvanácti letech. Go studoval na Kwon Kap Yong academy v Soulu. Studoval na stejné škole jako Lee Sedol. Čchoi je druhý nejmladší 9. dan v Jižní Koreji, jen o tři měsíce starší než Pak Yeong-hun[kdy?]. Spolu s Lee Sedolem, Pak Yeong-hunem a Song Tae Konem je považován za "novou vlnu", nová skupina nejmladších hráčů, kteří se snaží sesadit nynějšího vítěze několika titulů Lee Chang-hoa. Čchoi ale už také získal jeden titul na mezinárodním turnaji. Spolu s Lee Sedolel a Pak Yeong-hunem, Čchoi použil nový povyšovací systém ke svému prospěchu. V roce 2003 mu byl udělen 6. dan. Poté následoval raketový vzestup, když mu byl rok na to udělen 7., 8. a 9. dan. Úspěch byl podnícen získáním titulů Guksu, Kisung a Chunwon. Pravidelně se umisťoval na prvním místě korejského bodování. Vzhledem ke konkurenci v Jižní Koreji to byl obdivuhodný výkon. Čchoi vyhrál svůj první mezinárodní turnaj, Zhonghuan Cup, v srpnu 2005, porážkou svého kamaráda Lee Sedola.

## Tituly
| Titul         | Rok        |
| ------------- | ---------- |
| Počet         | 6          |
| GS Caltex Cup | 2005       |
| Kisung        | 2004       |
| Guksu         | 2004, 2005 |
| Chunwon       | 2003, 2004 |
| Mezinárodní   | 1          |
| Zhonghuan Cup | 2005       |